# Armadillidium savonense
Armadillidium savonense är en kräftdjursart som beskrevs av Karl Wilhelm Verhoeff 1928. Armadillidium savonense ingår i släktet Armadillidium och familjen klotgråsuggor.

## Underarter
Arten delas in i följande underarter:
- A. s. albissolense
- A. s. clavigerum
- A. s. finalense
- A. s. savonense
- A. s. ligurinum